# Liste der Baudenkmäler in Reckendorf
Auf dieser Seite sind die Baudenkmäler in der oberfränkischen Gemeinde Reckendorf zusammengestellt. Diese Tabelle ist eine Teilliste der Liste der Baudenkmäler in Bayern. Grundlage ist die Bayerische Denkmalliste, die auf Basis des Bayerischen Denkmalschutzgesetzes vom 1. Oktober 1973 erstmals erstellt wurde und seither durch das Bayerische Landesamt für Denkmalpflege geführt wird. Die folgenden Angaben ersetzen nicht die rechtsverbindliche Auskunft der Denkmalschutzbehörde.
 Diese Liste gibt den Fortschreibungsstand vom 25. Mai 2024 wieder und enthält 34 Baudenkmäler.

## Baudenkmäler nach Ortsteilen

### Reckendorf
| Lage                                                  | Objekt                               | Beschreibung | Akten-Nr.             | Bild                     |
| ----------------------------------------------------- | ------------------------------------ | --- | --------------------- | ------------------------ |
| Ahornweg 2 (Standort)                                 | Ehemalige Synagoge                   | Stattlicher, eingeschossiger Halbwalmdachbau, massiv und verputzt, mit Ecklisenen, 1727/38 | D-4-71-175-1          | weitere Bilder           |
| Am Bergweg, ca. 1 km südwestlich des Ortes (Standort) | Jüdischer Friedhof                   | Mit gemauerter Einfriedung, Grabmäler, 18.–20. Jahrhundert | D-4-71-175-31         | weitere Bilder           |
| Bahnhofstraße bei Nr. 9 (Standort)                    | Ziehbrunnen                          | Giebeldach auf zwei Sandsteinpfosten, bezeichnet „1792“ | D-4-71-175-2          | Ziehbrunnen              |
| Bahnhofstraße 13 (Standort)                           | Wohnstallhaus                        | Zweigeschossiger Fachwerkbau mit Halbwalmdach und zwei Wetterdächern, bezeichnet „1791“ | D-4-71-175-3          | Wohnstallhaus            |
| Bahnhofstraße 16 (Standort)                           | Wohnhaus                             | Giebelständiger Halbwalmdachbau, Erdgeschoss Sandsteinquader mit genuteten Lisenen, Obergeschoss Fachwerk, 1741 | D-4-71-175-4          | Wohnhaus                 |
| Bahnhofstraße 24 (Standort)                           | Kleinbauernhaus                      | Eingeschossiger, giebelständiger Fachwerkbau mit Halbwalmdach, wohl um 1800 | D-4-71-175-5          | Kleinbauernhaus          |
| Eidelsgasse 5 (Standort)                              | Stadel                               | Zweigeschossiger Sandsteinquaderbau mit Fachwerkobergeschoss und Satteldach, Mitte 19. Jahrhundert | D-4-71-175-28         | Stadel                   |
| Geracher Weg 2 (Standort)                             | Friedhof: Ummauerung                 | 18. Jahrhundert | D-4-71-175-32         | weitere Bilder           |
| Geracher Weg 2 (Standort)                             | Friedhof: Kapelle                    | 18. Jahrhundert | D-4-71-175-32         | weitere Bilder           |
| Geracher Weg 2 (Standort)                             | Friedhof: Grabsteine                 | 19./20. Jahrhundert | D-4-71-175-32         | weitere Bilder           |
| Geracher Weg 2 (Standort)                             | Friedhofskreuz                       | Sandstein, bezeichnet „1718“ | D-4-71-175-32         | weitere Bilder           |
| Geracher Weg 2 (Standort)                             | Johannisfigur                        | Sandstein, 19. Jahrhundert | D-4-71-175-32         | weitere Bilder           |
| Hauptstraße 38 (Standort)                             | Gasthaus Schroll                     | Walmdachbau mit Fachwerkobergeschoss, 18. Jahrhundert, Erdgeschoss massiv verändert | D-4-71-175-7          | weitere Bilder           |
| Hauptstraße 40 (Standort)                             | Katholische Pfarrkirche St. Nikolaus | Sandsteinquaderbau, dreigeschossiger Chorturm mit Faltdach, Saalbau mit Satteldach, Sakristeianbau, im Kern 14. Jahrhundert, Veränderungen 16. und 18. Jahrhundert, 1837 neugotisch verlängert und Turm erhöht; mit Ausstattung | D-4-71-175-8 Wikidata | weitere Bilder           |
| Hauptstraße 42 (Standort)                             | Gasthaus Schwarzer Adler             | Stattlicher, ursprünglich zweigeschossiger Walmdachbau, massiv und verputzt, mit gotisierenden Einzelformen, um 1880, Aufstockung um ein drittes Obergeschoss 1960                                                              | D-4-71-175-9          | Gasthaus Schwarzer Adler |
| Hauptstraße 42 (Standort)                             | Stadel                               | Sandsteinquaderbau mit Mansarddach | D-4-71-175-9          | BW                       |
| Hauptstraße 55 (Standort)                             | Ehemaliger Brauereigasthof Zeck      | Eingeschossiger, giebelständiger Halbwalmdachbau, verputzt, erste Hälfte 19. Jahrhundert, zweigeschossiger Anbau zur Erweiterung der tonnengewölbten Gasträume, Walmdach, um 1920                                               | D-4-71-175-30         | weitere Bilder           |
| Nähe Hauptstraße (Standort)                           | Sudhaus                              | Ziegelbau mit Walmdach, Turmaufsatz mit Zeltdach, um 1900 | D-4-71-175-30         | weitere Bilder           |
| Nähe Hauptstraße (Standort)                           | Nebengebäude                         | mit Fachwerkobergeschossen und Satteldach, um 1900 | D-4-71-175-30         | weitere Bilder           |
| Nähe Hauptstraße (Standort)                           | Tanzsaal                             | Satteldachbau mit Fachwerk und Lattengewölbe, Querflügel mit Walmdach, um 1900 | D-4-71-175-30         | weitere Bilder           |
| Hauptstraße 57 (Standort)                             | Wohnhaus                             | Obergeschoss Fachwerk, Halbwalmdach, frühes 19. Jahrhundert | D-4-71-175-11         | weitere Bilder           |
| Hauptstraße 59 (Standort)                             | Wohnhaus                             | Obergeschoss Fachwerk, Halbwalmdach, frühes 19. Jahrhundert | D-4-71-175-11         | weitere Bilder           |
| Hauptstraße 65 (Standort)                             | Kleinhaus                            | Eingeschossiger, traufständiger Halbwalmdachbau, massive Straßenfront, Giebel Fachwerk, biedermeierliche Tür, erste Hälfte 19. Jahrhundert                                                                                      | D-4-71-175-13         | Kleinhaus                |
| Mühlweg 10; Mühlweg 12 (Standort)                     | Wohnhaus                             | Zweigeschossiger Walmdachbau, Fachwerkobergeschoss, Sandsteinfassade mit schlichter Gliederung, erste Hälfte 19. Jahrhundert | D-4-71-175-15         | Wohnhaus                 |
| Mühlweg 15 (Standort)                                 | Kleinbauernhaus                      | Eingeschossiger Sandsteinquaderbau, Satteldach auf Hofseite abgewalmt, Giebel Fachwerk, um 1800 | D-4-71-175-36         | Kleinbauernhaus          |
| Mühlweg 17 (Standort)                                 | Kleinbauernhof: Wohnstallhaus        | eingeschossiger Satteldachbau, Fachwerk, 18./19. Jahrhundert | D-4-71-175-16         | weitere Bilder           |
| Mühlweg 17 (Standort)                                 | Stadel                               | Sandsteinquader, Satteldach. 18./19. Jahrhundert | D-4-71-175-16         | weitere Bilder           |
| Mühlweg 17 (Standort)                                 | Remise                               | Kniestock Fachwerk, Satteldach, 18./19. Jahrhundert | D-4-71-175-16         | weitere Bilder           |
| Mühlweg 17 (Standort)                                 | Nebengebäude                         | Kniestock Fachwerk, Satteldach, 18./19. Jahrhundert | D-4-71-175-16         | weitere Bilder           |
| Nähe Hauptstraße (Standort)                           | Stadel                               | Fachwerk und Sandsteinquader, Vorbau mit Kellerabgang, Satteldach, 18. Jahrhundert | D-4-71-175-29         | weitere Bilder           |
| Nähe Kapellenweg (Standort)                           | Lourdes-Kapelle                      | Massivbau mit Satteldach und Wetterdach am Giebel, dreiseitig geschlossen, 1824 | D-4-71-175-6          | Lourdes-Kapelle          |
| Schiftlein (Standort)                                 | Felsenkeller                         | Rundbogenöffnungen, zum Teil mit Dreiecksgiebeln, 18./19. Jahrhundert | D-4-71-175-41         | BW                       |
| Schloßgasse 7 (Standort)                              | Ziehbrunnen                          | Runder Sandsteinquadertrog mit Zeltdach auf drei gefasten bzw. kannelierten Sandsteinpfeilern, vor 1850 | D-4-71-175-43         | BW                       |
| Seitenbachstraße 2 (Standort)                         | Wohnhaus                             | Halbwalmdachbau, Obergeschoss Fachwerk, Wetterdach am Westgiebel, erste Hälfte 19. Jahrhundert | D-4-71-175-17         | Wohnhaus                 |
| Seitenbachstraße 5 (Standort)                         | Fußgängerpforte                      | Sandstein, Torpfosten und Sturz mit reicher plastischer Dekoration, um 1700 | D-4-71-175-18         | weitere Bilder           |
| Seitenbachstraße 21 (Standort)                        | Kleinwohnstallhaus                   | Massive Umfassungsmauern mit Ecklisenen und profilierten Rahmungen, Krüppelwalmdach, Giebel Fachwerk, 1853 | D-4-71-175-19         | Kleinwohnstallhaus       |
| Seitenbachstraße 25 (Standort)                        | Wohnstallhaus                        | Eingeschossiger Halbwalmdachbau, massive Umfassungsmauern mit versetzten Eckquadern, Fachwerkgiebel, 19. Jahrhundert | D-4-71-175-20         | Wohnstallhaus            |
| Seitenbachstraße 34 (Standort)                        | Wohnhaus                             | Obergeschoss verputztes Fachwerk, halbseitiges Mansarddach, Querflügel Walmdach, erste Hälfte 19. Jahrhundert | D-4-71-175-21         | Wohnhaus                 |
| Zeitzenhofer Straße 16 (Standort)                     | Felsenkeller                         | 19. Jahrhundert | D-4-71-175-40         | BW                       |
| Ziegelgasse 12 (Standort)                             | Schule                               | Zweigeschossiger Walmdachbau, massiv und verputzt, barockisierend, 1912/13 | D-4-71-175-23         | Schule                   |

### Laimbach
| Lage                                                                                               | Objekt                           | Beschreibung | Akten-Nr.     | Bild                             |
| -------------------------------------------------------------------------------------------------- | -------------------------------- | --- | ------------- | -------------------------------- |
| An der Mühlgasse; Von Reckendorf nach Laimbach, ca. 500 m südlich des Ortes am Laimbach (Standort) | Bildstock                        | Sandstein, glatter Rundschaft mit ionischem Kapitell, vierseitiger Aufsatz mit geschweifter Giebelbedachung und bekrönendem Eisenkreuz, 1767 | D-4-71-175-27 | BW                               |
| Fröschgrube, westlich des Ortes an der B 279 (Standort)                                            | Kruzifix                         | Sandstein, um 1900 | D-4-71-175-35 | Kruzifix                         |
| In Laimbach (Standort)                                                                             | Katholische Kapelle Mariä Geburt | Rechteckiger Massivbau, Satteldach mit Giebelreiter, neugotisch, 1860/61                                                                     | D-4-71-175-24 | Katholische Kapelle Mariä Geburt |
| In Laimbach (Standort)                                                                             | Ziehbrunnen                      | Sandstein, viereckiger, leicht verjüngter Brunnenstock, rechteckiger Trog, Anfang 19. Jahrhundert                                            | D-4-71-175-26 | Ziehbrunnen                      |
| Laimbach 4 (Standort)                                                                              | Kleinbauernhaus                  | Eingeschossiger, giebelständiger Halbwalmdachbau aus Sandsteinquadern, Biedermeier, Mitte 19. Jahrhundert                                    | D-4-71-175-25 | Kleinbauernhaus                  |
| Laimbach 6 (Standort)                                                                              | Bauernhaus                       | Eingeschossiger, giebelständiger Halbwalmdachbau aus Sandsteinquadern, zweite Hälfte 19. Jahrhundert                                         | D-4-71-175-33 | Bauernhaus                       |
| Laimbach 17 (Standort)                                                                             | Bauernhaus                       | Eingeschossiger Sandsteinquaderbau mit Mansardhalbwalmdach, Stichbogenfenster, zweite Hälfte 19. Jahrhundert                                 | D-4-71-175-34 | Bauernhaus                       |

## Ehemalige Baudenkmäler
| Lage                            | Objekt      | Beschreibung | Akten-Nr.     | Bild    |
| ------------------------------- | ----------- | --- | ------------- | ------- |
| Reckendorf Hauptstraße 43       | Rückgebäude | 17./18. Jahrhundert, Fachwerk | D-4-71-175-10 | BW      |
| Reckendorf Hauptstraße 61 a     | Rückgebäude | Mit Mansardsatteldach, wohl spätes 18. Jahrhundert | D-4-71-175-22 | BW      |
| Reckendorf Mühlweg 8 (Standort) | Schloss     | Ehemals zweigeschossiger Massivbau mit Satteldach, verputzt, mit einzelnen Bauformen der Entstehungszeit, bezeichnet „1597“, später um ein Geschoss aufgestockt | D-4-71-175-14 | Schloss |
| Reckendorf Specke/Schiftlein    | Kellergasse | 18./19. Jahrhundert | D-4-71-175-39 | BW      |
| Reckendorf Zeitzenhofer Straße  | Kellergasse | 19. Jahrhundert | D-4-71-175-38 | BW      |